# Шипинская земля
Шипинская земля (укр. Шипинська земля) — историческое название самоуправляемых русинских земель северо-восточного Прикарпатья, существовавших как автономная территориально-экономическая единица с конца XIII до середины XV века. Самоуправление в этих землях возникло как следствие ослабления власти Галицко-Волынского княжества под ударами татаро-монголов. Однако, из-за многочисленных речных преград, последние сюда добирались крайне редко, а потому торговый путь Львов-Сучава остался нетронутым, что позволяло шипинскому населению организовывать довольно прибыльные ярмарки и некоторое время вести довольно независимый образ жизни. Последнее привлекало сюда скотоводов-валахов, теснимых венграми из Трансильвании. Местные русины, как и валахи, придерживались православия.

## Население
В период расцвета, в конце XIV — начале XV вв. в Шипинской территории насчитывалось свыше ста сёл, часть из которых возникла здесь ещё во времена Киевской Руси (Васлиев, Онут, Кицмань, Репужинцы, Кучуров), другие появились здесь уже в период расцвета местного самоуправления в конце XIII — начале XIV ст. (Лужаны, Глыбока, Вашковцы), и пара-тройка новых сёл возникла с приходом валахов (румын) в XIV веке (Рокитна, Тарасовцы).

## География
В период своего расцвета в состав Шипинской земли входили Северная Буковина и Хотинщина, то есть приблизительно та же территория, которую занимает современная Черновицкая область. Центром этих земель было поселение Шипинцы, славившееся большими ярмарками, специализировавшимися на продаже скота, поступавшего в том числе и из Семиградья (Трансильвании).
Административно Шипинская держава делилась на три волости:
- Цецинщина (к западу от Черновцов),
- Хотинщина
- Хмелёвщина с центром в Хмелёве (около села Карапчив, в долине р. Черемош).

Центры волостей занимали укрепленные «градами», от которых до наших дней дошли только остатки.

## История
В 1349 г. Шипинская земля попала в зависимость от католической Польши. Борясь с последней, шипкинское население предпочло объединиться с Молдавским княжеством, в составе которого она сохраняла автономию, постепенно ликвидированную.